# August Krämer (Politiker)
August Krämer (* 6. November 1879 in Kleinholthausen; † 12. November 1932 in Recklinghausen) war ein deutscher Politiker (DVP).

## Leben
Krämer besuchte die Volksschule und das Bismarckrealgymnasium in Dortmund. Im Anschluss an seine Schulzeit arbeitete er ein Jahr lang im Steinkohlen- und Erzbergbau. Danach studierte er ab 1905 das Bergfach an der Friedrich-Schiller-Universität Jena und der Technischen Hochschule Aachen. In Jena wurde er Mitglied der Burschenschaft Germania. Nach Ablegung des Bergreferendar- und des Bergassessorexamens war er bis 1914 bei der Zwickauer Maschinen- und Grubenlampenfabrik Friemann & Wolf angestellt und leitete deren Filiale in Saarbrücken.
Krämer nahm als Soldat am Ersten Weltkrieg teil und wurde bei Fort Douaumont schwer verwundet. Er war Oberleutnant der Reserve und Batterieführer. Für seinen Einsatz wurde er mit dem Eisernen Kreuz I. Klasse und dem Hamburgischen Hanseatenkreuz ausgezeichnet.
Nach dem Krieg war er zunächst Direktor der Kaliwerk Gewerkschaft Großherzog Wilhelm Ernst. 1921 wurde er Bergrat beim Bergrevier West-Recklinghausen.
Krämer trat in die Deutsche Volkspartei (DVP) ein und wurde im Dezember 1924 als Abgeordneter in den Preußischen Landtag gewählt, dem er bis 1932 angehörte. Im Parlament vertrat er den Wahlkreis 17 (Westfalen-Nord).
Krämer war Mitglied der Bürgerschützengilde Recklinghausen.